# معاملات خودکار ارز
تجارت خودکار فارکس یک اصطلاح عامیانه برای معاملات الگوریتمی در بازار ارز است که در آن معاملات توسط یک سیستم کامپیوتری بر اساس یک استراتژی معاملاتی اجرا شده به عنوان یک برنامه اجرا شده توسط سیستم کامپیوتری انجام می‌ شود.
استراتژی معاملاتی شامل مجموعه‌ ای از معیارها است و معمولاً برنامه‌ریزی شده‌است، اما می‌ تواند با استفاده از روشی ایجاد شود که مجموعه معیارها را به صورت بصری بدون برنامه‌ نویسی ترکیب می‌ کند. این می‌ تواند در تنظیمات بسیار تخصصی اجرا شود، اما توسط معامله گران خصوصی در پلتفرم‌ های ساده‌ تر نیز استفاده می‌ شود. مجموعه معیارهای مورد استفاده در استراتژی معاملاتی برای معاملات خودکار بیشتر بر اساس تحلیل تکنیکال است.

## انواع معاملات فارکس خودکار
دو نوع معاملات فارکس خودکار وجود دارد که عبارتند از:

### یک سیستم کاملاً خودکار یا معروف به معاملات فارکس رباتیک
به‌ طور کلی، این روش چیزی است که شما آن را به عنوان «ماشین معاملاتی» یا «معاملات جعبه سیاه» طبقه‌ بندی می‌ کنید که سفارش‌ ها را بر اساس الگوریتم‌ های خاصی بر اساس سازنده‌ اش اجرا می‌ کند. سازنده اسکریپت معاملاتی خودکار قبلاً در مورد جنبه‌ های سفارش مانند زمان، قیمت یا مقدار تصمیم گرفته‌ است و سفارش را به‌ طور خودکار آغاز می‌کند. کاربران فقط می‌ توانند با تغییر پارامترهای فنی (مانند اندازه لات، پارامترهای ریسک، توقف ضرر و سود) برنامه دخالت کنند. تمام کنترل‌ های دیگر به اسکریپت معاملاتی واگذار می‌ شود.

### یک مولد فارکس مبتنی بر سیگنال
شما باید دستورها تولید شده توسط یک سیستم معاملاتی را به صورت دستی اجرا کنید که دارای یک الگوریتم داخلی برای برجسته کردن یک ورودی بالقوه و سیگنال بسته‌ است و کاربر به صورت دستی این سفارش‌ها تجاری را با یک کارگزار اجرا می‌ کند.

## مزایا و معایب

### مزیت
یک محیط معاملاتی خودکار می‌ تواند معاملات بیشتری را در هر بازار نسبت به یک معامله گر انسانی ایجاد کند و می‌ تواند اقدامات خود را در چندین بازار و بازه‌ های زمانی تکرار کند. یک سیستم خودکار می‌ تواند به‌ طور خستگی ناپذیر و به‌ طور مداوم بدون هیچ گونه مزاحمتی تجارت کند. یک سیستم خودکار نیز تحت تأثیر نوسانات روانی است که تاجران انسان طعمه آن هستند. این امر به ویژه هنگام معامله با یک مدل مکانیکی مرتبط است، که معمولاً با این فرض توسعه می‌ یابد که تمام ورودی‌ های تجاری پرچم‌ گذاری شده در واقع در معاملات بی‌درنگ گرفته می‌ شوند.

### معایب
نیاز رایج فارکس VPS برای اجرای سیستم معاملات خودکار وجود دارد، زیرا VPS برخلاف رایانه شخصی انسان که ممکن است به دلیل کمبود یا در دسترس نبودن برق خاموش شود، ۲۴ ساعت و ۷ روز هفته فعال است.
به عنوان یک بازار غیرمتمرکز و نسبتاً غیرقابل تنظیم، برای تعدادی از کلاهبرداری‌های فارکس بسیار جذاب است. تجارت خودکار فارکس، از آنجایی که تجارت فارکس را برای توده‌ ها به ارمغان می‌ آورد، افراد بیشتری را در معرض کلاهبرداری قرار می‌ دهد. نهادهایی مانند انجمن ملی آتی و کمیسیون بورس و اوراق بهادار ایالات متحده هشدارها و قوانینی را برای جلوگیری از رفتارهای جعلی در معاملات فارکس صادر کرده‌اند.